# Gouvernement Jelizavetpol

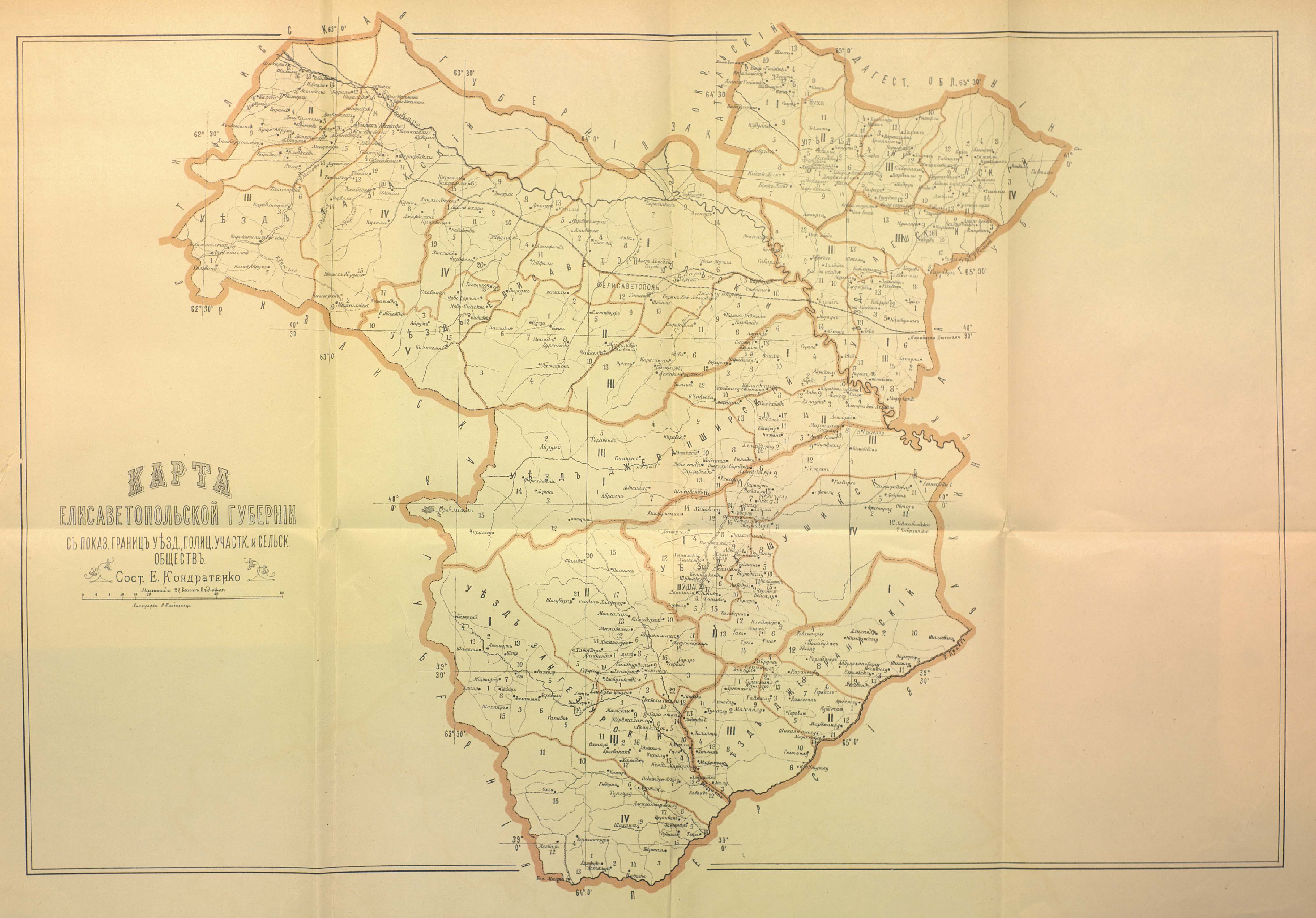
Het Gouvernement Jelizavetpol (Elizavetpol) in 1902

Het gouvernement Jelizavetpol (Russisch: Елизаветпольская губерния; Jelizavetpolskaja goebernija, voor-revolutionaire spelling: Елисаветпольская губернія) was van 1868 tot 1917 een gouvernement (goebernija) van het keizerrijk Rusland in het centrale deel van de Zuidelijke Kaukasus.  Het gouvernement grensde aan het gouvernement Tiflis, de okroeg Zakatali, het gouvernement Bakoe, het gouvernement Jerevan en het Perzische Kadjarenrijk. Het omvatte het westelijke deel van het huidige Azerbeidzjan en de oostelijke en zuidoostelijke delen van het huidige Armenië. De hoofdstad was Jelizavetpol. Andere grote steden waren Sjoesja en Şəki.

## Geschiedenis
Voor 1868 was het gebied van het gouvernement Jelizavetpol deel van de gouvernementen Tiflis en Bakoe. Het omvatte de voormalige kanaten Gandzja, Sjaki en Karabach. 
In 1905 wilden de Armeniërs om de gebieden in de bergen (Bergland Karabagh)
af te scheiden van de rest van het gouvernement. Van deze gebieden was 70 procent van Armeense afkomst. De Russische kroonprins keurde het plan goed, maar het werd nooit uitgevoerd. In 1921 kregen de Armeniërs toch hun eigen republiek de Republiek Bergachtig Armenië. 
In 1918 werd het gouvernement hernoemd tot gouvernement Gandzja tijdens de oprichting van het. Het gebied ten zuiden van de Murovdag ging op in het gouvernement-generaal Karabach. In 1920 werd het gouvernement afgeschaft.

## Bevolking
Volgens de statistieken van de Russische volkstelling van 1897 woonden er in dat jaar 878.415 mensen in het gouvernement, waaronder:
- 534.086 Azerbeidzjanen ("Tataren") (60.8%)
- 292.188  Armeniërs (33,33%, de overgrote deel van de Armeniërs woonde in de hogergelegen gebieden, met name Nagorno-Karabach)

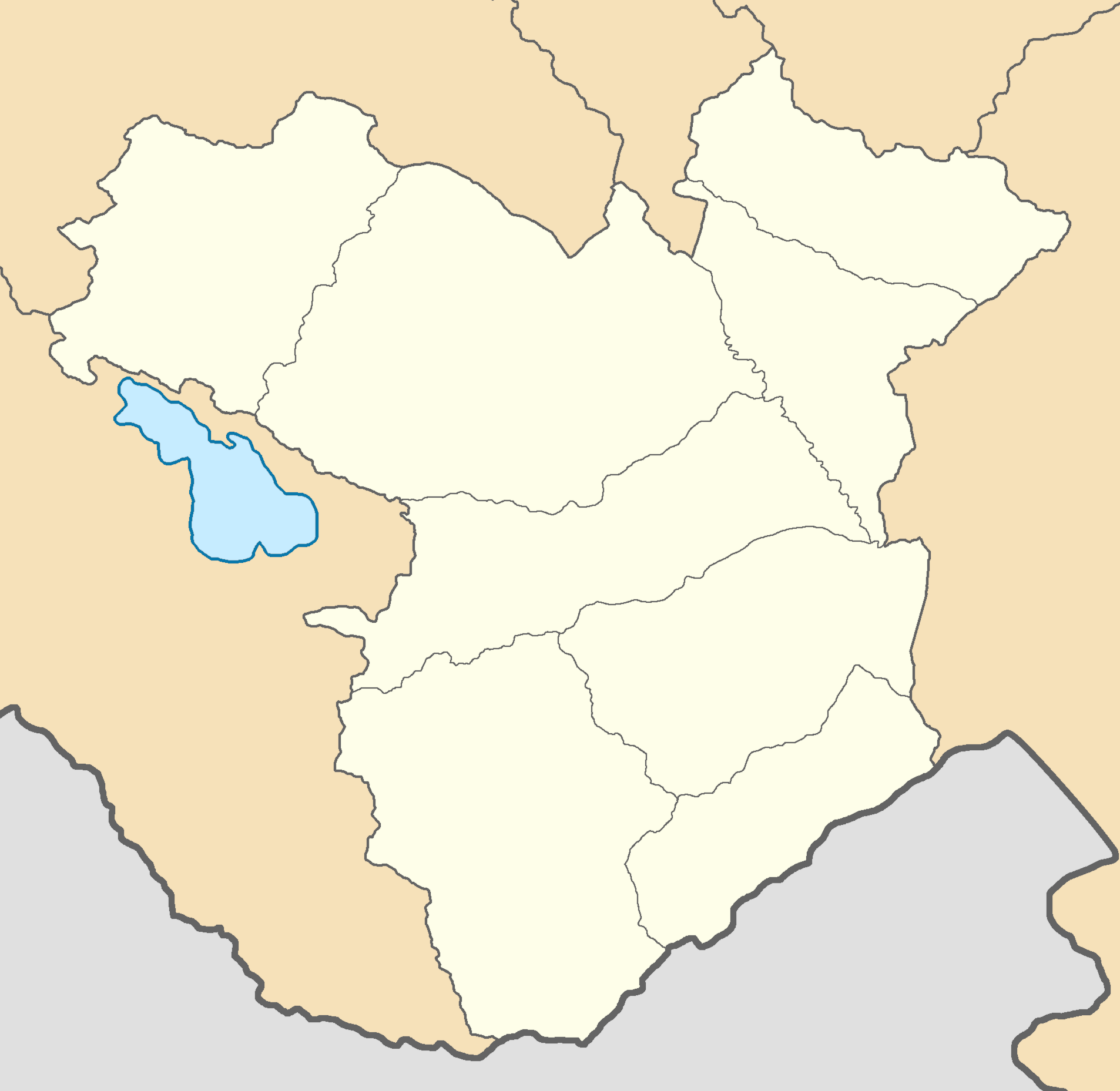
De 8 Oejezden van het Gouvernement Jelizavetpol (Elizavetpol)

- 14.503 Lezgiërs (1,7%)
- 14.146 Russen (1,6%)
- 7.040 Oedi's (0,8%)
- 3.194 Duitsers (0,4%)
- 3.042 Koerden (0.3%)

## Bestuurlijke indeling
Het gouvernement was opgedeeld in acht districten (oejezden):
- Oejezd Jelizavetpol
- Aresj
- Noecha
- Kazach
- Dzjevanshir
- Dzjebrail
- Zangezoer
- Sjoesja